# Reckless (álbum)
Reckless é o quarto álbum de estúdio do músico e compositor de rock canadense Bryan Adams. Lançado em 5 de novembro de 1984 pela A&M Records, o álbum foi co-produzido por Adams e Bob Clearmountain, foi gravado no Little Mountain Sound Studios em Vancouver, Canadá. É considerado o álbum solo de maior sucesso de Adams, tendo atingido 12 milhões de vendas de álbuns em todo o mundo. Foi o primeiro álbum canadense a vender mais de um milhão de cópias no Canadá. O álbum alcançou o primeiro lugar na Billboard 200 e alcançou altas posições nas paradas de álbuns em todo o mundo.
Seis singles foram lançados do álbum: "Run to You", "Somebody", "Heaven", "Summer of '69", "One Night Love Affair" e "It's Only Love". Todos os seis singles chegaram ao top 15 na Billboard Hot 100 dos Estados Unidos, que havia sido conquistado anteriormente apenas por Thriller (1984) de Michael Jackson e Born in the U.S.A. (1984) de Bruce Springsteen. 
Em 12 de dezembro de 2009, o programa de rádio sindicalizado In the Studio comemorou o 25.º aniversário do álbum. Uma edição do 30.º aniversário do álbum, apresentando material inédito e uma nova mixagem surround 5.1, foi lançada em 10 de novembro de 2014 em edições de quatro e dois discos. A Reckless 30th Anniversary Tour também ocorreu em novembro de 2014, consistindo em onze shows exclusivos em arenas no Reino Unido.

## Lista de faixas
| N.º | Título                                             | Duração |  |
| 1.  | "One Night Love Affair"                            | 4:32    |  |
| 2.  | "She's Only Happy When She's Dancin'"              | 3:14    |  |
| 3.  | "Run to You"                                       | 3:54    |  |
| 4.  | "Heaven"                                           | 4:02    |  |
| 5.  | "Somebody"                                         | 4:44    |  |
| 6.  | "Summer of '69"                                    | 3:35    |  |
| 7.  | "Kids Wanna Rock"                                  | 2:36    |  |
| 8.  | "It's Only Love" (com participação de Tina Turner) | 3:15    |  |
| 9.  | "Long Gone"                                        | 3:57    |  |
| 10. | "Ain't Gonna Cry"                                  | 4:06    |  |

## Paradas e posições
| País/Parada (1984–85)                 | Melhor posição |
| ------------------------------------- | -------------- |
| Austrália (Kent Music Report)         | 2              |
| Canadá (RPM)                          | 1              |
| Países Baixos (Dutch Charts)          | 11             |
| Finlândia (Suomen virallinen lista)   | 14             |
| Alemanha (Offizielle Deutsche Charts) | 19             |
| Itália (Musica e dischi)              | 18             |
| Nova Zelândia (RMNZ)                  | 1              |
| Noruega (VG-lista)                    | 2              |
| Suécia (Sverigetopplistan)            | 5              |
| Suíça (Schweizer Hitparade)           | 10             |
| Reino Unido (UK Albums Chart)         | 7              |
| Estados Unidos (Billboard 200)        | 1              |